# Bandeira de Belize
A bandeira nacional de Belize foi adoptada em 21 de setembro de 1981 após a independência belizenha do Reino Unido. Possui duas listas vermelhas em cima e em baixo e um fundo azul. No centro da bandeira está o brasão de armas do Belize.

## Bandeiras históricas

Bandeira da Honduras Britânicas, vigente de 1870 a 1919
Bandeira da Honduras Britânicas, vigente de 1919 a 1981

## Curiosidade
A bandeira de Belize é a única bandeira nacional do mundo que possui representação de pessoas. Ela mostra a imagem de dois lenhadores segurando o brasão de armas do país.

## História
A bandeira atual de Belize tem origem na década de 1960, quando o People’s United Party (PUP), liderado por George Cadle Price, utilizava uma bandeira azul com um círculo branco como símbolo do movimento político do partido.
Com o avanço do movimento de independência e o reconhecimento internacional da causa belizenha pelas Nações Unidas, cresceu a necessidade de adotar uma bandeira que representasse toda a nação e não apenas um grupo político.
Em preparação para a independência, o Comitê de Símbolos Nacionais organizou uma competição aberta, incentivando os habitantes locais a enviar propostas de design para a nova bandeira. Entre 80 inscrições, os desenhos de Everal Waight e Inez Sanchez foram selecionados como base para a bandeira nacional. 

## Descrição
O design final da bandeira de Belize manteve elementos do símbolo original do PUP, mas incluiu novos detalhes que representassem a diversidade e a história do país.
A bandeira possui:
	1.	Fundo azul com bordas vermelhas:
	•	O azul remete à bandeira original do movimento nacionalista.
	•	As bordas vermelhas simbolizam a inclusão de todas as vozes políticas.
	2.	Brasão de armas centralizado:
O brasão é rico em simbolismos e representa os principais aspectos históricos e culturais de Belize:
	•	Coroa de 50 folhas: Representa o ano de 1950, marco inicial da luta pela independência.
	•	Árvore de mogno: Destaca a importância histórica do setor madeireiro.
	•	Navio: Representa a história marítima do país.
	•	Dois trabalhadores:
	•	Um homem mestiço segurando um machado.
	•	Um homem afro-belizenho segurando um remo.
	•	Os dois representam a diversidade étnica e as contribuições históricas do povo belizenho.
	•	Lema nacional:
	•	A inscrição “Sub Umbra Floreo”, que significa “Sob a sombra eu floresço” em latim, simboliza a resiliência do povo belizenho. 

## Adaptação oficial
A bandeira foi oficialmente adotada em 21 de setembro de 1981, o dia da independência de Belize. Nesse marco histórico, a Union Jack, bandeira do Reino Unido, foi retirada da Casa do Governo e substituída pela bandeira nacional de Belize, ao som do hino nacional “O Land of the Free”, composto por Samuel Haynes.

## Significado
Mais do que um simples símbolo nacional, a bandeira de Belize representa a luta pela independência, a riqueza cultural e a unidade de seu povo. Ela continua sendo um emblema de orgulho nacional e identidade para os belizenhos.